# Altamont Free Concert
O Altamont Speedway Free Festival foi um concerto de rock da contracultura que se realizou no sábado, dia 6 de dezembro de 1969, no autódromo de Altamont, no norte da Califórnia, nos Estados Unidos. Aproximadamente 300 000 pessoas assistiram ao evento, e alguns anteciparam que ele seria um "Woodstock do oeste". O festival de Woodstock havia se realizado em Bethel (Nova Iorque), em meados de agosto, menos de quatro meses antes do festival de Altamont. O evento de Altamont ficou famoso principalmente pelo alto grau de violência, incluindo o assassinato por esfaqueamento de Meredith Hunter e três mortes acidentaisː duas causadas por acidente automobilístico e uma causada por afogamento num canal de irrigação devido ao uso de LSD. Painéis foram danificados, muitos veículos foram roubados e abandonados, e houve muitos danos a propriedades.
O concerto apresentou (por ordem de apresentação)ː Santana, Jefferson Airplane, The Flying Burrito Brothers e Crosby, Stills, Nash & Young, com os Rolling Stones se apresentando como o ato final. O Grateful Dead também havia sido programado para se apresentar após o CSNY, mas se recusaram a tocar pouco antes da hora da apresentação devido à crescente violência do evento. "Foi assim que as coisas aconteceram em Altamont - tão ruim que o Grateful Dead, organizador primário e impulsionador do evento, nem sequer chegou a tocar", disse a revista Rolling Stone numa narrativa detalhada do evento, finalizando com "foi o pior dia da história do roque, 6 de dezembro, um dia em que tudo aconteceu perfeitamente errado".
Os cineastas Albert e David Maysles gravaram cenas do festival e as incorporaram ao documentário de 1970 Gimme Shelter.

## Narrativa dos bastidores centrada no Jefferson Airplane
De acordo com Spencer Dryden, do Jefferson Airplane, a ideia para "uma espécie de Woodstock do oeste" surgiu quando ele e seu colega de banda Jorma Kaukonen discutiram a realização de um concerto gratuito com o Grateful Dead e os Rolling Stones no Golden Gate Park. Referindo-se aos Stones, Dryden disseː "ao lado dos Beatles, eles eram a maior banda de roque do mundo, e queríamos que eles experimentassem aquilo que estávamos vivenciando em São Francisco". Conforme os planos estavam sendo finalizados, o Jefferson Airplane estava excursionando e, no início de dezembro, estava na Flórida, acreditando que os planos para o concerto no Golden Gate estavam em vigor. Mas, em 4 de dezembro, os planos foram cancelados, de acordo com os registros de Paul Kantner, porque os governos municipais e as polícias não colaboraramː o conflito inato entre os hippies de Haight-Ashbury e a polícia se manifestou sob a forma de obstruções. Foi sugerido o autódromo de Sonoma, mas seus proprietários queriam 100 000 dólares estadunidenses como garantia dos Rolling Stones. No último momento, Dick Carter ofereceu seu autódromo de Altamont, no condado de Alameda, para o festival. O Jefferson Airplane decolou de Miami no dia 5. Kantner disse que a locação foi escolhida em espírito de desesperoː "não havia meio de controlar, nenhuma supervisão ou ordem". De acordo com Grace Slick, "as vibrações eram ruins. Algo era muito peculiar, não particularmente mau, apenas realmente peculiar. Era aquele tipo de dia inseguro, abrasivo e enevoado. Eu esperara as vibrações amorosas de Woodstock mas isso não estava chegando até mim. Era uma coisa completamente diferente."

## Narrativa dos bastidores centrada nos Rolling Stones e Grateful Dead
Durante a turnê estadunidense dos Rolling Stones em 1969, muitos (incluindo jornalistas) acharam que os ingressos eram muito caros. Em resposta a estas críticas, os Rolling Stones decidiram finalizar a excursão com um concerto gratuito em São Francisco.
O concerto estava, originalmente, programado para acontecer no campo da Universidade Estadual de San Jose, pois havia acontecido, recentemente, um espetáculo gratuito de três dias no local com 52 bandas e 80 000 espectadores. A Dirt Cheap Produtions foi chamada novamente para garantir a segurança durante um concerto gratuito dos Rolling Stones e Grateful Dead no local. Os Rolling Stones e o Grateful Dead foram, então, informados de que a prefeitura de San Jose não estava disposta a realizar outro espetáculo. O Golden Gate Park em São Francisco era o seguinte na lista. Entretanto, um anteriormente programado jogo entre o Chicago Bears e o San Francisco 49ers no estádio Kezar, no Golden Gate Park, tornou impossível o evento. O espetáculo então foi transferido para o Sears Point Raceway. Entretanto, o proprietário do Sears Point (a Filmways) exigiu um depósito de 300 000 dólares estadunidenses dos Rolling Stones e direitos de distribuição do filme, então o festival foi transferido novamente. O autódromo de Altamont foi escolhido por sugestão do seu então proprietário, o empresário local Dick Carter. O concerto foi programado para sábado, 6 de dezembroː a locação foi alterada na noite de quinta-feira, 4 de dezembro.
Na preparação, o empresário do Grateful Dead Rock Scully e o organizador do evento Michael Lang sobrevoaram de helicóptero o local antes da escolha da locação, da mesma forma como Lang havia feito no festival de Woodstock ao mudar na última hora o local de Wallkill (Condado de Orange) para Bethel (Nova Iorque).
A precipitada mudança resultou em inúmeros problemas logísticos, incluindo a falta de itens como banheiros portáteis e tendas médicas. A mudança também criou um problema para a montagem do palcoː em vez de estar no topo de uma elevação, o que caracterizava a geografia de Sears Point, o palco em Altamont agora estaria na base de um declive. O empresário de palco dos Rolling Stones na turnê de 1969, Chip Monk, explicou que "o palco tinha um metro de altura e [em Sears Point] estava no topo de um monte, portanto a pressão da audiência estava sobre eles". Devido à súbita mudança, o palco não pôde ser modificado. "Nós não estávamos trabalhando com andaimes, estávamos trabalhando à moda antiga, com paralelepípedos. Você poderia ter colocado um outro palco embaixo... mas ninguém tinha um", disse Monck.
Por o palco estar tão baixo, pediu-se, aos membros do Hells Angels liderados pelo chefe do capítulo de Los Angeles Sonny Barger, que estes rodeassem o palco para garantir a segurança.

## Segurança
De acordo com alguns registros, os Hells Angels foram contratados como seguranças pelos empresários dos Rolling Stones, baseados nas recomendações do Jefferson Airplane e Grateful Dead (ambos os grupos haviam usado previamente os serviços dos Hells Angels como seguranças em concertos, sem que tivesse ocorrido qualquer distúrbio), ao preço de quinhentos dólares estadunidenses em cerveja. Esta história foi negada por algumas partes que não estavam diretamente envolvidas. De acordo com o empresário da turnê de 1969 dos Rolling Stones Sam Cutler, "o único acordo que existiu foi... que os Angels garantiriam que ninguém mexesse com os geradores, só isso. Não houve de jeito nenhum essa história de que eles seriam a polícia do festival. Isso é tolice". O acordo foi firmado num encontro que reuniu Cutler, o empresário do Grateful Dead Rock Scully, e Pete Knell, um membro do capítulo de Los Angeles do Hells Angels. De acordo com Cutler, o arranjo foi que todas as bandas dividiriam o custo do pagamento de quinhentos dólares estadunidenses em cerveja, "[mas] a pessoa que pagou fui eu, e eu nunca fui reembolsado até hoje". O membro do Hells Angels Bill Fritsch se lembra de um acordo com Cutler num encontro antes do concertoː

Nós não fazemos serviço de polícia. Não somos uma força de segurança. Nós vamos a concertos para nos divertir.

Bem, e quanto a ajudar pessoas - você sabe, dizer onde ficam as coisas?

Claro, isso nós podemos fazer.
Quando Cutler perguntou como eles gostariam de ser pagos, Bill respondeuː "nós gostamos de cerveja". No documentário Gimme Shelter, Sonny Barger diz que os Hells Angels não estavam interessados em policiar o evento, e os organizadores lhe haviam dito que os Hells Angels fariam pouco mais do que ficar sentados à beira do palco, tomando cerveja e assegurando que não houvesse assassinatos ou estupros.
Em 2009, Cutler explicou sua decisão de usar os Hells Angelsː

Eu estava falando com eles porque eu estava interessado na segurança da minha banda - na segurança de todos, por extensão. Numa terra de cegos, quem tem um olho é rei. Eles eram os únicos que eram fortes e unidos. [Eles tinham que proteger o palco] porque ele estava decaindo no absoluto caos. Quem iria parar isso?
O empresário do Grateful Dead Rock Scully disse que, se os Angels não estivessem no palco,
toda aquela multidão entraria facilmente no palco. Não havia barreira.
Stefan Ponek, que apresentou um programa da rádio KSAN-FM em 7 de dezembro de 1969 com quatro horas de duração relatando o dia seguinte do concerto, disse o seguinte no lançamento de 2000 do DVD Gimme Shelterː

O que nós aprendemos na transmissão foi surpreendenteː essas pessoas - os Angels - haviam sido contratadas e pagas com quinhentos dólares estadunidenses em cerveja, num caminhão com gelo, essencialmente para trazer os Stones e manter as pessoas afastadas do palco. Esse era o acordo. E parecia não haver desentendimentos quanto a isso, especialmente porque os Stones não sabiam com que tipo de pessoas estavam lidando.
O DVD de Gimme Shelter contém largos trechos dessa transmissão. Um membro do Hells Angels que se identificou como "Pete, dos Hells Angels de São Francisco" (provavelmente Pete Knell, presidente do capítulo de São Francisco) disse que "eles nos ofereceram quinhentos dólares estadunidenses em cerveja [para] ir lá e tomar conta do palco... nós pegamos essa cerveja para fazer isso." Sonny Barger, que também participou do programa da rádio KSAN, afirmaː "nós fomos orientados pelos outros clubes [dos Hells Angels] para aparecer lá, sentar na beira do palco e tomar cerveja... que o empresário dos Stones ou outra pessoa qualquer havia comprado para nós". Barger ainda dizː

Não sou um guarda, nunca vou sequer fingir que sou um. Eu não fui lá para policiar ninguém. Eles me pediram para sentar na borda do palco para que ninguém pudesse passar por cima de mim, eu poderia beber até que o concerto tivesse terminado. E foi isso que eu fui fazer lá.
Uma mulher que ligou para o programa revelou que viu pelo menos cinco brigas a partir da posição vantajosa em que estava, perto do palco, e que os Angels estavam envolvidos em todas elas. Ela também descreveu uma atitude em geral inamistosa em relação a pessoas que precisavam claramente de ajuda; uma mulher que havia sido arrastado pelos cabelos até o palco, e outra que estava sob efeito de drogas e era chutada e pisoteada pelos espectadores. Ela achava que ter os Angels como seguranças havia sido uma decisão irresponsável porque "todos estávamos apavorados com eles". Quando ela tentou falar sobre isso durante o concerto, foi orientada a ficar calada pelos espectadores ao redor dela, por medo de que ela fosse agredida. Neste ponto, o apresentador do programa Wes Nisker mencionou o efeito espectador e o assassinato de Kitty Genovese.
Emmet Grogan (fundador do grupo ativista Diggers), que estava envolvido intimamente com a organização do evento (especialmente com as duas locações planejadas inicialmente), confirmou o acordo de quinhentos dólares estadunidenses no programa da rádio KSAN.
"Pete" também disse, a Ponek, que os Angels haviam sido contratados por Cutler por causa de alguns incidentes no palco durante os concertos dos Stones em Oakland e Miami algumas semanas antes. "Pete" disse que os Angels não haviam aceitado a tarefa de seguranças, porém mudaram de ideia após a oferta de quinhentos dólares estadunidenses em cerveja. Ele também disse que Cutler deu poucas instruções de segurança aos Angels além de "manter as pessoas fora do palco". E que os Angels, embora não sejam agentes de segurança, "se nós dizemos que vamos fazer alguma coisa, nós fazemos. Se decidimos fazer algo, está feito. Não importa o quão longe temos de ir para fazê-lo". A mesma falta de instruções detalhadas de segurança pela administração do concerto também foi mencionada por Barger durante sua intervenção telefônica.
Dick Carter, o proprietário do autódromo de Altamont, havia contratado centenas de seguranças profissionais à paisana, ostensivamente mais para proteger sua propriedade do que para oferecer segurança e conforto aos espectadores. Barger menciona esses guardas, que podiam ser identificados pelo uso de "pequenos buttons brancos".
O cientista político e crítico cultural James Miller acredita que, como Ken Kesey havia convidado os Hells Angels para um de seus "testes ácidos" ao ar livre, os hippies haviam idealizado os motoqueiros como bons selvagens e "irmãos fora da lei da contracultura". Miller também mantém que os Rolling Stones foram enganados por supostos Hells Angels britânicos, fãs não fora da lei dos motoqueiros estadunidenses, que haviam providenciado segurança não violenta para o concerto gratuito da banda no Hyde Park no início do ano. Cutler, no entanto, nega que alguma vez tenha tido ilusões quanto à real natureza dos Hells Angels californianos. "Isso foi outro boato difundido para o mundo pela imprensa", ele disse, mas Rock Scully se lembra de ter explicado aos Stones a real natureza dos Hells Angels californianos depois de ter assistido à apresentação no Hyde Park.

## A situação se deteriora
A primeira apresentação, Santana, transcorreu num clima tranquilo. Entretanto, ao longo do dia, o humor tanto do público quanto dos Hells Angels se tornou progressivamente agitado e violento. Os Angels estiveram bebendo sua cerveja gratuita ao longo de todo o dia em frente ao palco, e a maioria deles estava bem bêbada. A audiência também se tornou hostil e imprevisível, atacando uns aos outros, os Angels e os artistas. Um biógrafo de Mick Jagger, Anthony Scaduto, no livro Mick Jagger: Everybody's Lucifer, escreveu que o único momento em que a plateia se acalmou foi durante a apresentação do The Flying Burrito Brothers. Quando os Stones subiram ao palco, no início da noite, o clima se tornou francamente hostil, com numerosas brigas do público entre si e do público contra os Hells Angels. Denise Jewkes, vocalista líder do grupo local de São Francisco The Ace of Cups, grávida de seis meses, foi atingida na cabeça por uma garrafa vazia de cerveja jogada da multidão e sofreu uma fratura de crânio. Posteriormente, os Stones pagaram a ambulância e os serviços médicos de Jewkes. Os Angels se armaram com tacos de bilhar serrados e correntes de motocicletas para manter a multidão afastada do palco.
Depois que a multidão (talvez acidentalmente) derrubou uma moto dos Hells Angels, estes se tornaram ainda mais agressivos, inclusive em relação aos artistas. Marty Balin, do Jefferson Airplane, saltou do palco para tentar resolver o problema, mas levou um soco de um Angel na cabeça e caiu inconsciente durante a apresentação da banda. Quando o guitarrista da banda Paul Kantner agradeceu sarcasticamente aos Angels por terem nocauteado Balin, o Angel Bill Fritsch pegou o microfone e discutiu com o guitarrista. O Grateful Dead estava programado para tocar entre Crosby, Stills, Nash & Young e os Rolling Stones mas, depois de ouvir sobre o incidente de Balin por intermédio do baterista do Santana Michael Shrive, se recusaram a tocar e abandonaram o local, responsabilizando a rápida deterioração da segurança.
Durante a apresentação do Crosby, Stills, Nash & Young, consta que Stephen Stills foi repetidamente ferido na perna com um afiado travão de bicicleta por um Angel psiquicamente alterado.
Os Stones esperaram até o pôr do sol para tocar. Stanley Booth disse que parte da razão do atraso foi que Bill Wyman havia perdido o helicóptero até o concerto. Quando os Stones começaram a tocar, um compacto grupo de entre 4 000 e 5 000 pessoas se comprimia em frente ao palco, e muitos tentavam escalá-lo.

## Morte de Meredith Hunter
O cantor líder dos Rolling Stones, Mick Jagger, que já havia sido golpeado na cabeça por um espectador poucos segundos após sair do helicóptero, estava visivelmente intimidado pela situação caótica e pediu a todosː "apenas se acalmem aí em frente, e não empurrem". Durante a terceira canção, Sympathy for the Devil, começou uma briga em frente ao palco, obrigando os Stones a interromper a apresentação para que os Angels resolvessem a situação. Depois de uma grande pausa e mais um pedido de calma, a banda recomeçou a canção e continuou a apresentação sem incidentes até o início da canção Under My Thumb. Alguns Angels começaram a brigar com Meredith Hunter, de dezoito anos de idade, quando ele tentou subir no palco junto com outros espectadores. Um Angel segurou a cabeça de Meredith, deu-lhe um soco e jogou-o de volta para a multidão. Depois de um minuto de pausa, Meredith voltou ao palco onde, de acordo com o produtor de Gimme Shelter Porter Bibb, a namorada de Meredith, Patty Bredehoft, pediu-lhe chorando que se acalmasse e retornasse à plateia com ela. Mas ele estava nervoso, irracional e "tão alto que mal podia caminhar". Rock Scully, que podia ver a plateia claramente do topo do caminhão no palco, disse, a respeito de Hunterː "eu vi para onde ele estava olhando, que ele estava louco, que ele estava drogado, e que ele tinha intentos assassinos. Não havia dúvida na minha mente que ele pretendia causar um ferimento sério em Mick, em alguém dos Stones, ou em alguém mais no palco."
Depois de sua briga inicial com os Angels quando tentara subir no palco, Hunter (visto no filme vestindo uma roupa verde-brilhante) retornou à frente da multidão e retirou um revólver de calibre .22 e cano longo de dentro de sua jaqueta. O Angel Alan Passaro, ao ver o revólver, sacou uma faca de seu cinto e feriu Hunter de lado, segurando a pistola de Hunter com a mão esquerda e esfaqueando Hunter duas vezes, matando-o.
A filmagem foi feita por Eric Saarinen, que estava na plateia tirando fotos da multidão, e Baird Bryant, que havia subido no topo de um ônibus. Saarinen não tinha certeza se havia registrado o assassinato no filme. Ele só teve essa certeza mais de uma semana depois, quando a filmagem bruta foi apresentada no escritório novaiorquinho do Maysles Brothers. Na sequência do filme, que dura aproximadamente dois segundos, aparece uma abertura de dois metros na multidão, com Bredehoft no centro. Hunter entra na abertura pela esquerda. Sua mão sobe em direção ao palco, e a silhueta de seu revólver é claramente vista contra o vestido de cor clara de Bredehoft. Passaro é visto entrando a partir da direita e desferindo duas facadas ao mesmo tempo em que segura o revólver de Hunter e o empurra para fora da cena. A abertura então se fecha ao redor de Bredehoft. Consta que Passaro esfaqueou Hunter cinco vezes na parte superior das costas, apesar de apenas duas facadas serem visíveis no filme. Testemunhas também disseram que Hunter foi pisado por muitos Angels enquanto estava caído no chão. O revólver foi recuperado e entregue à polícia. A autópsia de Hunter confirmou que ele havia consumido metanfetamina quando morreu. Passaro foi preso e julgado por assassinato no verão de 1971, mas foi absolvido depois que o júri viu o filme mostrando Hunter brandindo o revólver e concluiu que Passaro agiu em autodefesa.
Os Stones souberam da briga, mas não da facada ("você não podia ver nada, era apenas mais uma briga", diz Jagger a David Maysles durante a edição do filme). Mas logo se tornou nítido que eles podiam ter visto o que tinha acontecido, porque a banda parou de tocar no meio da canção e foi ouvido Jagger chamando pelo microfoneː "nós temos alguém realmente ferido aqui... existe algum médico?"). Depois de alguns minutos, a banda recomeçou a tocar e finalizou sua apresentação. Jagger disse a Maysles que todos concordaram que, se eles abandonassem a apresentação naquele momento, a multidão se tornaria ainda mais violenta, talvez degenerando em uma revolta em larga escala.
Em 2003, o departamento de polícia do condado de Alameda iniciou uma investigação de dois anos sobre a possibilidade de um segundo Angel ter participado do esfaqueamento. Ao não achar indícios suficientes para essa hipótese, e confirmando a participação única de Passaro, o departamento encerrou o caso em 25 de maio de 2005.

## Reações
O concerto de Altamont é, sempre, contrastado com o festival de Woodstock, que havia acontecido menos de quatro meses antes. Enquanto Woodstock representou "paz e amor", Altamont passou a ser visto como o fim da era hippie e a conclusão de facto da cultura jovem estadunidense do final da década de 1960. "Altamont se tornou, justa ou injustamente, símbolo da morte da nação de Woodstock". O crítico de roque Robert Christgau escreveu, em 1972, que "escritores focam em Altamont não porque ele finalizou uma era mas porque ele forneceu uma complexa metáfora sobre a maneira através da qual uma era terminou". Escrevendo para a revista The New Yorker em 2015, Richard Brody argumentou que o que Altamont finalizou foi "a ideia de que, deixados às suas próprias inclinações e despidos das armadilhas de uma ordem social mais ampla, os jovens da nova geração irão, espontaneamente, de alguma forma, criar uma ordem mais elevada, gentil e amorosa. O que morreu em Altamont foi o sonho rousseauniano".
A revista de música Rolling Stone, em um artigo de catorze páginas e onze autores sobre o evento intitulado "O desastre dos Rolling Stones em Altamontː deixa sangrar" publicado na edição de 21 de janeiro de 1970, disse que "Altamont foi o produto de egotismo diabólico, exagero, inaptidão, manipulação financeira e, basicamente, uma falta de preocupação com a humanidade". O artigo foi muito crítico em relação aos organizadores e aos Rolling Stones; um autor escreveuː "seria emocionante para um Angel chutar os dentes de Mick Jagger garganta abaixo". Um artigo seguinte na revista chamou Altamont de "o pior dia da história do roque". Na revista Esquire, Ralph J. Gleason observouː "o dia em que os Rolling Stones tocaram lá, o nome [Altamont] ficou gravado na mente de milhões de pessoas que amam música 'pop' e que não a amam também. O nome 'Woodstock' passou a denotar o florescimento de uma fase da cultura jovem, 'Altamont' passou a significar o fim dela".
O filme Gimme Shelter foi criticado por Pauline Kael, Vincent Canby e outros críticos por retratar os Rolling Stones de uma forma excessivamente simpática, e por registrar o concerto pela simples razão de ele poder ser filmado, apesar de todos os problemas que levaram a ele. Michael Sragow, do site Salon, escrevendo em 2000, disse que muitos críticos se basearam no artigo da revista Rolling Stone, o qual criticou, de forma dura, os realizadores do filme por fazerem parte de um "evento encenado" com o qual os Rolling Stones poderiam lucrar com um filme de "concerto". Sragow apontou inúmeros erros na reportagem da Rolling Stone e acrescentou que os Maysles não faziam "grandes filmes" na forma tradicional; ao invés disso, numerosos fatores contribuíram para a tragédia.
Keith Richards, dos Rolling Stones, foi, relativamente, otimista sobre o concerto, dizendo que ele foi "basicamente bem conduzido, mas muitas pessoas estavam cansadas, e alguns temperamentos se desgastaram" e "no geral, um bom concerto".
O Grateful Dead escreveu muitas canções sobre, ou em resposta ao que o letrista Robert Hunter chamou de "o caso Altamont", incluindo New Speedway Boogie e Mason's Children. Ambas as canções foram escritas e gravadas durante as sessões do álbum Workingman's Dead, do início de 1970, mas Mason's Children não foi incluída no álbum.
Altamont também inspirou a canção Transmaniacon MC (MC significa "moto clube"), do Blue Öyster Cult, a faixa de abertura do seu álbum de estreia.
O incidente é mencionado no filme de 1996 The Cable Guy, na cena em que o personagem Chip Douglas, interpretado por Jim Carrey, canta a música Somebody to Love no caraoquêː "vocês talvez reconheçam essa música como aquela tocada pelo Jefferson Airplane no pequeno documentário chamado de Gimme Shelter, sobre os Rolling Stones e seu pesadelo em Altamont. Naquela noite, o capítulo de Oakland dos Hells Angels fez as coisas do seu jeito. Nesta noite, é a minha vez".
Em 2004, o grupo australiano de música eletrônica Black Cab lançou seu álbum de estreia Altamont Diary, um álbum conceitual baseado no concerto. O álbum apresentou uma versão cover da canção New Speedway Boogie.
Altamont também foi citado por Don McLean na canção American Pie, no seu quinto verso, a maior parte do qual contém símbolos relacionados a Altamontː "Jack Flash", uma referência a São Francisco ("Candlestick", embora esse parque californiano não tenha nada a ver com o concerto), (Sympathy for) "the Devil", um espectador enfurecido vendo algo num palco, e um "anjo nascido no inferno". McLean, oficialmente, se recusou a confirmar ou negar as conexões da música com Altamont até que ele vendeu suas notas da composição em 2015. Dentro do contexto da música, Altamont foi o ponto culminante do período de dez anos que começou com o acidente aéreo que matou Buddy Holly, Ritchie Valens e Big Bopper em fevereiro de 1959, durante o qual "as coisas estavam indo na direção errada" e a vida estava se "tornando menos idílica".
Em 2008, um ex-agente do Federal Bureau of Investigation assegurou que alguns membros dos Hells Angels haviam conspirado para assassinar Mick Jagger em retribuição à falta de apoio dos Rolling Stones após o concerto, e pela representação negativa dos Hells Angels no filme Gimme Shelter. Os conspiradores teriam usado um barco para se aproximar da residência de Jagger em Long Island, mas o plano teria falhado quando o barco quase afundou durante uma tempestade. O porta-voz de Jagger se recusou a comentar o assunto.

## Lista das apresentações no concerto

### Santana
- "Savor"
- "Jin-go-lo-ba"
- "Evil Ways"
- "Conquistadore Rides Again"
- "Persuasion"
- "Soul Sacrifice"
- "Gumbo"

### Jefferson Airplane
- "We Can Be Together"
- "The Other Side of This Life" (Durante a apresentação desta música, Marty Balin foi golpeado por um membro dos Hells Angels, causando uma interrupção temporária da música.)
- "Somebody to Love"
- "3/5 of a Mile in 10 Seconds"
- "Greasy Heart"
- "White Rabbit"
- "Come Back Baby"
- "The Ballad of You and Me and Pooneil"
- "Volunteers"

### The Flying Burrito Brothers
- "Lucille"
- "To Love Somebody"
- "Six Days on the Road"
- "High Fashion Queen"
- "Cody, Cody"
- "Lazy Day"
- "Bony Moronie"

### Crosby, Stills, Nash & Young
- "Black Queen"
- "Pre-Road Downs"
- "Long Time Gone"
- "Down by the River"
- "Sea of Madness"

### The Rolling Stones
- "Jumpin' Jack Flash"
- "Carol"
- "Sympathy for the Devil" (Interrompida por muitas brigas próximo ao palco, fazendo com que a banda interrompesse e depois começasse novamente a música.)
- "The Sun Is Shining"
- "Stray Cat Blues"
- "Love in Vain"
- "Under My Thumb" (Interrompida após as brigas envolvendo Meredith Hunter, posteriormente foi iniciada novamente; depois disso, a violência diminuiu durante o restante do concerto.)
- "Brown Sugar" (estreia das apresentações ao vivo da música; a versão em estúdio havia sido gravada apenas dois dias antes em Muscle Shoals (Alabama).)
- "Midnight Rambler"
- "Live with Me" (A cena do filme mostrando uma mulher nua tentando subir no palco ocorreu realmente durante esta música, embora seja mostrada enquanto "Sympathy for the Devil" é tocada. A apresentação da música também é fracamente ouvida ao fundo enquanto o médico interno fala sobre a morte de Meredith Hunter.)
- "Gimme Shelter"
- "Little Queenie"
- "(I Can't Get No) Satisfaction"
- "Honky Tonk Women"
- "Street Fighting Man"